# Комітет Верховної Ради України з питань транспорту та інфраструктури
Комітет Верховної Ради України з питань транспорту та інфраструктури — утворений 29 серпня 2019 у Верховній Раді України IX скликання. У складі комітету 23 депутати, голова Комітету — Кісєль Юрій Григорович.

## Склад
У складі комітету:
1. Кісєль Юрій Григорович — голова Комітету
2. Клименко Юлія Леонідівна — перший заступник голови Комітету
3. Крейденко Володимир Вікторович — заступник голови Комітету
4. Тищенко Микола Миколайович — заступник голови Комітету
5. Вацак Геннадій Анатолійович — секретар Комітету
6. Скічко Олександр Олександрович — голова підкомітету з питань залізничного транспорту
7. Негулевський Ігор Петрович — голова підкомітету з питань автомобільного транспорту
8. Васильковський Ігор Ігорович — голова підкомітету з питань морського транспорту
9. Ковальов Артем Володимирович — голова підкомітету з питань річкового транспорту
10. Павловський Петро Іванович — голова підкомітету з питань авіаційного транспорту
11. Корявченков Юрій Валерійович — голова підкомітету з питань автомобільних доріг та дорожнього господарства
12. Савчук Оксана Василівна — голова підкомітету з питань безпеки дорожнього руху та безпеки на транспорті
13. Бондарєв Костянтин Анатолійович — голова підкомітету з питань трубопровідного транспорту
14. Зуєв Максим Сергійович — голова підкомітету з питань поштового зв'язку
15. Бондар Віктор Васильович — член Комітету
16. Василів Ігор Володимирович — член Комітету
17. Величкович Микола Романович — член Комітету
18. Горенюк Олександр Олександрович — член Комітету
19. Козак Володимир Васильович — член Комітету
20. Мурдій Ігор Юрійович — член Комітету
21. Пашковський Максим Ігорович — член Комітету
22. Пономарьов Олександр Сергійович — член Комітету
23. Сухов Олександр Сергійович — член Комітету

## Предмет відання
Предметом відання Комітету є:
- стратегія і пріоритети розвитку інфраструктури України;
- розвиток, будівництво, реконструкція та модернізація інфраструктури авіаційного, морського та річкового транспорту;
- залізничний транспорт;
- автомобільний транспорт;
- громадський транспорт;
- транзитний транспорт;
- повітряний транспорт;
- водний транспорт;
- трубопровідний транспорт;
- критична інфраструктура;
- дорожнє господарство;
- тунелі, мости і переправи;
- повітряний простір України;
- акваторії;
- торговельне мореплавство;
- навігаційно-гідрографічне забезпечення судноплавства;
- порти, транспортні і перевалочні хаби;
- морська та річкова інфраструктура;
- якість і сталість послуг суб’єктів інфраструктури;
- доступ до об’єктів інфраструктури;
- поштовий зв’язок;
- безпека на транспорті (повітряному, автомобільному, міському електричному, залізничному, водному);
- перевезення небезпечних вантажів;
- безпека дорожнього руху.